# Onthophagus suffusus
Onthophagus suffusus là một loài bọ cánh cứng trong họ Bọ hung (Scarabaeidae).